# 446 أيتيرنيتاس
أيتيرنيتاس هو الكويكب رقم 446 الذي تم اكتشافه من قبل عالم الفلك ماكس ولف من مرصد هايدلبرغ وكان ذلك في 27 أكتوبر من عام 1899 في ألمانيا.